# Ізюмська міська рада
Ізю́мська міська́ ра́да — орган місцевого самоврядування в Харківській області. Адміністративний центр — Ізюм.

## Загальні відомості
- Територія ради: 40,8 км²
- Населення ради: 51 511 особа (станом на 1 січня 2013 року)
- Територією ради протікає річка Сіверський Донець.

## Населення
Розподіл населення за віком та статтю (2001):
| Стать | Всього | До 15 років | 15-24 | 25-44 | 45-64 | 65-85 | Понад 85 |
| --- | ------ | ----------- | ----- | ----- | ----- | ----- | -------- |
| Чоловіки | 24 941 | 4215        | 3656  | 7359  | 6898  | 2708  | 105      |
| Жінки | 30 746 | 4064        | 3913  | 8237  | 9049  | 5016  | 467      |
| \| Статево-вікова піраміда \| Статево-вікова піраміда \| Статево-вікова піраміда \| \| ----------------------- \| ----------------------- \| ----------------------- \| \| Чоловіки \| Вік \| Жінки \| \| 105 \| 85 + \| 467 \| \| 195 \| 80-84 \| 541 \| \| 500 \| 75-79 \| 1333 \| \| 1023 \| 70-74 \| 1762 \| \| 990 \| 65-69 \| 1380 \| \| 1851 \| 60-64 \| 2656 \| \| 991 \| 55-59 \| 1306 \| \| 2050 \| 50-54 \| 2545 \| \| 2006 \| 45-49 \| 2542 \| \| 2026 \| 40-44 \| 2410 \| \| 1812 \| 35-39 \| 2110 \| \| 1686 \| 30-34 \| 1777 \| \| 1835 \| 25-29 \| 1940 \| \| 1733 \| 20-24 \| 1792 \| \| 1923 \| 15-20 \| 2121 \| \| 1870 \| 10-14 \| 1914 \| \| 1367 \| 5-9 \| 1212 \| \| 978 \| 0-4 \| 938 \| |        |             |       |       |       |       |          |
| Статево-вікова піраміда |        |             |       |       |       |       |          |
| Чоловіки | Вік    | Жінки       |       |       |       |       |          |
| 105 | 85 +   | 467         |       |       |       |       |          |
| 195 | 80-84  | 541         |       |       |       |       |          |
| 500 | 75-79  | 1333        |       |       |       |       |          |
| 1023 | 70-74  | 1762        |       |       |       |       |          |
| 990 | 65-69  | 1380        |       |       |       |       |          |
| 1851 | 60-64  | 2656        |       |       |       |       |          |
| 991 | 55-59  | 1306        |       |       |       |       |          |
| 2050 | 50-54  | 2545        |       |       |       |       |          |
| 2006 | 45-49  | 2542        |       |       |       |       |          |
| 2026 | 40-44  | 2410        |       |       |       |       |          |
| 1812 | 35-39  | 2110        |       |       |       |       |          |
| 1686 | 30-34  | 1777        |       |       |       |       |          |
| 1835 | 25-29  | 1940        |       |       |       |       |          |
| 1733 | 20-24  | 1792        |       |       |       |       |          |
| 1923 | 15-20  | 2121        |       |       |       |       |          |
| 1870 | 10-14  | 1914        |       |       |       |       |          |
| 1367 | 5-9    | 1212        |       |       |       |       |          |
| 978 | 0-4    | 938         |       |       |       |       |          |

Національний склад населення за даними перепису 2001 року:
| Національність | Кількість осіб | Відсоток |
| -------------- | -------------- | -------- |
| українці       | 46864          | 83,57%   |
| росіяни        | 7492           | 13,36%   |
| вірмени        | 266            | 0,47%    |
| білоруси       | 235            | 0,42%    |
| грузини        | 56             | 0,10%    |
| інші           | 1162           | 2,07%    |

Мовний склад населення за даними перепису 2001 року:
| Мова       | Кількість осіб | Відсоток |
| ---------- | -------------- | -------- |
| українська | 41620          | 74,22%   |
| російська  | 13328          | 23,77%   |
| вірменська | 149            | 0,27%    |
| білоруська | 40             | 0,07%    |
| грузинська | 26             | 0,05%    |
| інші       | 912            | 1,63%    |

### Населені пункти
Міській раді підпорядковані населені пункти:
- м. Ізюм

## Комунальні підприємства
- «Центральна міська лікарня Піщанської Богоматері» — комунальне некомерційне підприємство Ізюмської міської ради.

## Склад ради
Рада складається з 44 депутатів та голови.
- Голова ради: Марченко Валерій Віталійович
- Секретар ради: А.Г. Єрдаларян

### Керівний склад попередніх скликань
| ПІБ                           | Основні відомості                                                       | Дата обрання | Дата звільнення |
| ----------------------------- | ----------------------------------------------------------------------- | ------------ | --------------- |
| Сепітий Володимир Георгійович | Міський голова, 1951 року народження, безпартійний                      | 26.03.2006   | 01.10.2008      |
| Божков Олександр Андрійович   | Міський голова, 1950 року народження, освіта вища, член Партії регіонів | 03.05.2009   | 31.10.2010      |
| Божков Олександр Андрійович   | Міський голова, 1950 року народження, освіта вища, член Партії регіонів | 31.10.2010   |                 |

Примітка: таблиця складена за даними джерела

### Депутати
За результатами місцевих виборів 2010 року депутатами ради стали:

#### За суб'єктами висування
| Суб'єкт висування                                       | Кількість обраних депутатів | %    |
| ------------------------------------------------------- | --------------------------- | ---- |
| Партія регіонів                                         | 25                          | 56,8 |
| Комуністична партія України                             | 8                           | 18,2 |
| Політична партія Всеукраїнське об'єднання «Батьківщина» | 5                           | 11,4 |
| Партія промисловців і підприємців України               | 2                           | 4,5  |
| Політична партія «Сильна Україна»                       | 2                           | 4,5  |
| Партія «Відродження»                                    | 1                           | 2,3  |
| Соціалістична партія України                            | 1                           | 2,3  |

#### За округами
| № округу                                                | Прізвище, ім'я, по батькові         | Дата визнання обраним | Освіта         | Партійна приналежність                         | Відомості про обраного депутата                                                                           |
| ------------------------------------------------------- | ----------------------------------- | --------------------- | -------------- | ---------------------------------------------- | --- |
| Комуністична партія України                             |                                     |                       |                |                                                | |
| б/м                                                     | Фомичевський Анатолій Станіславович | 07.11.2010            | Освіта вища    | член Комуністичної партії України              | ЦК КПУ, перший секретар Ізюмського ГК КПУ                                                                 |
| б/м                                                     | Болтенко Василь Андрійович          | 07.11.2010            | Освіта вища    | член Комуністичної партії України              | тимчасово не працює                                                                                       |
| б/м                                                     | Рєпкін Костянтин Володимирович      | 07.11.2010            | Освіта вища    | член Комуністичної партії України              | ІКП теплових мереж, начальник дільниці                                                                    |
| б/м                                                     | Ковальчук Володимир Петрович        | 07.11.2010            | Освіта вища    | член Комуністичної партії України              | Центральна міська Лікарня, зубний технік                                                                  |
| б/м                                                     | Костюкова Надія Володимирівна       | 07.11.2010            | Освіта вища    | член Комуністичної партії України              | ФОП Маслов Ю. В., головний бухгалтер                                                                      |
| б/м                                                     | Штельмах Максим Олегович            | 07.11.2010            | Освіта вища    | член Комуністичної партії України              | приватний підприємець                                                                                     |
| б/м                                                     | Слабун Руслан Віталійович           | 07.11.2010            | Освіта вища    | член Комуністичної партії України              | приватний підприємець                                                                                     |
| 5                                                       | Савченко Володимир Петрович         | 05.11.2010            | Освіта середня | член Комуністичної партії України              | пенсіонер                                                                                                 |
| Партія «ВІДРОДЖЕННЯ»                                    |                                     |                       |                |                                                | |
| 16                                                      | Сердюк Вячеслав Миколайович         | 05.11.2010            | Освіта вища    | член Партії «ВІДРОДЖЕННЯ»                      | СТГО Південна залізниця, начальник Ізюмської дистанції колії                                              |
| Партія промисловців і підприємців України               |                                     |                       |                |                                                | |
| б/м                                                     | Петрова Надія Петрівна              | 07.11.2010            | Освіта вища    | член Партії промисловців і підприємців України | Управління праці і соціального захисту населення Ізюмської міської ради, начальник                        |
| 6                                                       | Мацокін Володимир Володимирович     | 05.11.2010            | Освіта вища    | член Партії промисловців і підприємців України | ПЮА «Ваше право», директор                                                                                |
| Партія регіонів                                         |                                     |                       |                |                                                | |
| б/м                                                     | Іванов Володимир Федорович          | 07.11.2010            | Освіта вища    | позапартійний                                  | ІКПЗ, заст. директора                                                                                     |
| б/м                                                     | Григоренко Микола Іванович          | 07.11.2010            | Освіта вища    | член Партії регіонів                           | міський терцентр, заступник директора                                                                     |
| б/м                                                     | Гелла Валерій Петрович              | 07.11.2010            | Освіта вища    | член Партії регіонів                           | КП «Залізничний ринок», директор                                                                          |
| б/м                                                     | Маслов Вячеслав Анатолійович        | 07.11.2010            | Освіта вища    | член Партії регіонів                           | ТОВ Комплекс 7 вітрів, голова                                                                             |
| б/м                                                     | Єлдаларян Артем Гнунович            | 07.11.2010            | Освіта вища    | член Партії регіонів                           | голова вірменської общини                                                                                 |
| б/м                                                     | Тимофієва Валентина Іванівна        | 07.11.2010            | Освіта вища    | член Партії регіонів                           | КП Центральний ринок, директор                                                                            |
| б/м                                                     | Пасюк Олександр Сергійович          | 07.11.2010            | Освіта вища    | член Партії регіонів                           | тимчасово не працює                                                                                       |
| б/м                                                     | Аралов Микола Іванович              | 07.11.2010            | Освіта вища    | член Партії регіонів                           | пенсіонер                                                                                                 |
| б/м                                                     | Сагайдак Владислав Борисович        | 07.11.2010            | Освіта вища    | член Партії регіонів                           | пенсіонер                                                                                                 |
| б/м                                                     | Маслов Юрій В'ячеславович           | 07.11.2010            | Освіта середня | член Партії регіонів                           | ТОВ Комплекс 7 вітрів водій, водій                                                                        |
| б/м                                                     | Мчедлові Георгій Едвардович         | 01.12.2010            | Освіта вища    | член Партії регіонів                           | КП «Проектне бюро», керівник                                                                              |
| 2                                                       | Скіба Сергій Миколайович            | 05.11.2010            | Освіта вища    | член Партії регіонів                           | ІКПЗ, головний механік                                                                                    |
| 3                                                       | Назарько Віктор Анатолійович        | 05.11.2010            | Освіта середня | член Партії регіонів                           | приватний підприємець                                                                                     |
| 4                                                       | Крикун Владислав Олександрович      | 05.11.2010            | Освіта вища    | член Партії регіонів                           | Харківобленерго, начальник                                                                                |
| 7                                                       | Коваленко Анатолій Анатолійович     | 05.11.2010            | Освіта вища    | член Партії регіонів                           | Ізюмська міська лікарня, головний лікар                                                                   |
| 8                                                       | Солоділова Євгенія Іванівна         | 05.11.2010            | Освіта вища    | член Партії регіонів                           | приватний підприємець                                                                                     |
| 9                                                       | Кукла Андрій Валерійович            | 05.11.2010            | Освіта вища    | член Партії регіонів                           | приватний підприємець                                                                                     |
| 12                                                      | Полях Олексій Михайлович            | 05.11.2010            | Освіта вища    | член Партії регіонів                           | Ізюмська міська рада, заступник голови з питань охорони здоров'я, освіти та соціального захисту населення |
| 13                                                      | Піжурін Артур Володимирович         | 05.11.2010            | Освіта вища    | член Партії регіонів                           | Міськводоканал, в. О.директора                                                                            |
| 17                                                      | Шук Олександр Олексійович           | 05.11.2010            | Освіта вища    | член Партії регіонів                           | приватний підприємець                                                                                     |
| 18                                                      | Червинський Юрій Петрович           | 05.11.2010            | Освіта вища    | член Партії регіонів                           | ІТРЗ, головний Інженер                                                                                    |
| 19                                                      | Слабунов Валерій Сергійович         | 05.11.2010            | Освіта вища    | член Партії регіонів                           | ВАТ АТП-16307, директор                                                                                   |
| 20                                                      | Колесник Любов Василівна            | 05.11.2010            | Освіта вища    | член Партії регіонів                           | Ізюмський профліцей, директор                                                                             |
| 21                                                      | Жувако Юрій Іванович                | 05.11.2010            | Освіта вища    | член Партії регіонів                           | Міський відділ освіти, начальник                                                                          |
| 22                                                      | Григоренко Костянтин Олександрович  | 05.11.2010            | Освіта вища    | позапартійний                                  | Редакція газети «Обрії Ізюмини», головний редактор                                                        |
| Політична партія Всеукраїнське об'єднання «Батьківщина» |                                     |                       |                |                                                | |
| б/м                                                     | Понімаш Сергій Петрович             | 07.11.2010            | Освіта вища    | член Всеукраїнського об'єднання «Батьківщина»  | тимчасово не працює                                                                                       |
| б/м                                                     | Синицький Станіслав Петрович        | 07.11.2010            | Освіта вища    | член Всеукраїнського об'єднання «Батьківщина»  | фізична особа-підприємець                                                                                 |
| б/м                                                     | Бублик Михайло Михайлович           | 07.11.2010            | Освіта вища    | позапартійний                                  | фізична особа-підприємець                                                                                 |
| 11                                                      | Петров Костянтин Євгенович          | 05.11.2010            | Освіта вища    | член Всеукраїнського об'єднання «Батьківщина»  | Ізюмське відділення публічного АТ"АКБ" Базіс", начальник                                                  |
| 15                                                      | Марченко Валерій Віталійович        | 05.11.2010            | Освіта вища    | член Всеукраїнського об'єднання «Батьківщина»  | фізична особа-підприємець                                                                                 |
| Політична партія «Сильна Україна»                       |                                     |                       |                |                                                | |
| 1                                                       | Рябенко Роман Іванович              | 05.11.2010            | Освіта вища    | член Політичної партії «Сильна Україна»        | приватний підприємець                                                                                     |
| 14                                                      | Хлевицький Євген Володимирович      | 05.11.2010            | Освіта вища    | позапартійний                                  | тимчасово не працює                                                                                       |
| Соціалістична партія України                            |                                     |                       |                |                                                | |
| 10                                                      | Рогулін Олександр Миколайович       | 05.11.2010            | Освіта вища    | позапартійний                                  | ТОВ «Дінець», директор                                                                                    |